# Englebert Renier
Pour les articles homonymes, voir Renier.
Englebert Renier, né à Liège le 23 juillet 1904; décédé à Liège le 17 janvier 1971 est un professeur belge de philologie classique et un militant wallon.
Il collabora à La Terre wallonne d'Élie Baussart, entra dans la résistance durant la guerre, participa au Congrès national wallon de 1945, sensibilisa le Mouvement ouvrier chrétien lors de ses semaines sociales wallonnes en 1947 et 1951 aux problèmes de la famille en Wallonie. L'Encyclopédie du Mouvement wallon lui consacre une notice importante en son Tome III, p. 1390.
Il est inhumé au Cimetière de Sainte-Walburge à Liège.